# غونغ ديوك غوي
غونغ ديوك غوي (بالكورية: 공덕귀)‏ (و. 1911 – 1997 م) هي من كوريا الجنوبية .